# Европска војска
Европска војска или Војска Европске уније су термини за хипотетичку војску Европске уније која би заменила Заједничку безбедносну и одбрамбену политику и превазишла би предложену Европску одбрамбену унију. Тренутно не постоји таква војска, а одбрана је ствар држава чланица ЕУ.

## Позадина
Идеја о Европској војсци први пут се расправљало 1950. Предложила ју је Француска која би се састојала се од земаља „унутрашње шесторке“ (Белгија, Француска, Италија, Луксембург, Холандија и Западна Немачка), чија би се ојачала одбрана против совјетске претње без директног пренаоружавања Западне Немачке после Другог светског рата. Године 1952. потписан је Уговор о оснивању Европске одбрамбене заједнице, али га потписнице нису ратификовале.
Међутим, током Хладног рата, Западни блок се ослањао на НАТО за одбрану, спречавајући развој европске одбрандбене сарадње. Непосредно након „пада комунизма“, одбрамбени апарат је био заокупљен ширењем НАТО-а на бивши Источни блок. Идеја о европској војсци постала је популарна након напада 11. септембра 2001. и укључивања НАТО-а у сукобе ван Европе. У феномену који се назива диверзификација европске безбедности, НАТО је постао одговоран за „тврде” претње, док је Европска унија преузела већу улогу у „меким” претњама, укључујући одржавање мира на западном Балкану. Лисабонски уговор из 2007. такође је унапредио интеграцију одбране у ЕУ. Ово је довело до подршке Европској одбрамбеној унији, која би била корак више у сарадњи од тренутне Заједничке безбедносне и одбрамбене политике.
Немачка и Холандија су 2019. активирале 414 тенковски батаљон, први који је укључивао војнике из две земље ЕУ. Батаљон је настао јер Немачка није имала довољно војника, док је Холандија недостајала тенковских способности. Ово је описано као корак ка Европској војсци.
Према садашњем аранжману, не постоји војска ЕУ, а одбрана је резервисана за државе чланице.

## Карактеристике
Термин „Европска војска“ је нејасан и није сасвим јасно шта би подразумевао. Повећање интеграције учинило би безбедност ефикаснијом и јефтинијом за државе чланице.

## Подршка
Француски председник Емануел Макрон и бивша немачка канцеларка Ангела Меркел изразили су подршку заједничкој Европској војсци. Макрон је ту идеју подржао 2018, након што су се Сједињене Америчке Државе повукле из Споразума о нуклеарним ракетама средњег домета и у јеку скептицизма актуелног америчког председника Доналда Трампа према атлантизму. Остали европски политичари који су изразили подршку су бивши француски премијер Ален Жипе (1996), бивши италијански премијер Силвио Берлускони, председник Европске комисије Жан Клод Јункер, бивши чешки премијери Милош Земан и Бохуслав Соботка и мађарски премијер Виктор Орбан. Европска војска је на званичном програму Европске народне партије.